# Michael Schumann (Politiker)
Michael Schumann (* 24. Dezember 1946 in Zella-Mehlis; † 2. Dezember 2000 bei Gransee) war ein deutscher Professor für Philosophie und Politiker (SED, PDS).
Dem Landtag Brandenburg gehörte er seit der ersten Wahl nach der Wende im Oktober 1990 an. Von 1989 bis Oktober 2000 war der PDS-Innenpolitiker Mitglied im Bundesvorstand der Partei.

## Leben
Michael Schumann war der Sohn von Margarete und Erwin Schumann, einem Werkmeister. Geboren im thüringischen Zella-Mehlis, besuchte er am gleichen Ort die Grundschule und die Erweiterte Oberschule. Parallel zum Abitur erwarb er 1965 im nahegelegenen Volkseigenen Gut Rohr den Facharbeiterbrief eines Rinderzüchters.
In den Jahren 1965 bis 1970 studierte er an der Karl-Marx-Universität Leipzig Philosophie.
Zum bestimmenden Faktor seiner ersten Studienjahre wurde die philosophische Schule seines Lehrers Helmut Seidel.
1967 wurde Schumann Mitglied der SED. Als wissenschaftlicher Assistent am Lehrstuhl Philosophie der Abteilung Marxismus-Leninismus an der Deutschen Akademie für Staats- und Rechtswissenschaft »Walter Ulbricht« in Potsdam-Babelsberg trat er seine erste Arbeitsstelle in einer der wichtigsten Kaderschulen der SED an.
Von November 1970 bis April 1972 leistete Schumann seinen Grundwehrdienst bei der Nationalen Volksarmee (NVA). In den letzten Dienstmonaten war er Unteroffizier in einer Politabteilung. In dieser Zeit heiratete er Ingeburg Schumann (geb. Reuß), die seinerzeit als Industriekauffrau bei der DEFA beschäftigt war. Er wurde Vater eines Sohnes, Marco.
1986 wurde er zum Professor an die Deutsche Akademie für Staats- und Rechtswissenschaft berufen.
Am 16. Dezember 1989 hielt er auf dem Außerordentlichen (und letzten) Parteitag der SED das Referat „Wir brechen unwiderruflich mit dem Stalinismus als System!“ Der SED-Reformer Schumann hatte großen Anteil am inhaltlichen Wandel der Partei.
Im März 1990 wurde er Mitglied der Volkskammer, dem Bundestag gehörte er von Oktober bis Dezember 1990 an. Dem Brandenburger Landtag gehörte Schumann seit der ersten Wahl nach der deutschen Wiedervereinigung im Oktober 1990 an. Von 1989 bis Oktober 2000 war er Mitglied im PDS-Bundesvorstand.
Am 2. Dezember 2000 kam er mit seiner Frau bei einem Verkehrsunfall auf der B 96 zwischen Löwenberg und Gransee ums Leben. Er wurde auf dem Bornstedter Friedhof in Potsdam beigesetzt. Für ihn rückte Gerrit Große am 3. Januar 2001 in den Landtag nach.

## Rezeption
„Er war ein wichtiger Brückenbauer. Sein Tod ist ein schwerer Verlust für den Rechtsstaat und die Demokratie in Brandenburg“